# Никольский, Сергей Васильевич
Сергей Васи́льевич Никольский (27 февраля 1922, село Быково — 4 июня 2015, Москва) — советский и российский филолог-славист, богемист, главный научный сотрудник ИСл РАН, doctor honorius causa университета Ф. Палацкого.

## Биография
Сергей Васильевич Никольский родился 27 февраля 1922 года в селе Быково Тверской губернии в семье священника.
В 1940 году поступил в Калининский педагогический институт, откуда был позже переведён на филологический факультет МГУ. В начале войны не был призван на фронт из-за плохого зрения, некоторое время принимал участие в строительстве оборонительных укреплений под Москвой. Окончил филологический факультет МГУ в 1945 году. Окончил аспирантуру филологического факультета, и в 1949 году под руководством П. Г. Богатырёва защитил кандидатскую диссертацию по теме «Ф. Л. Челаковский и русское песенное народное творчество».
Ушёл из жизни в Москве в 2015 году.

### Семья
Отец, Василий Сергеевич Никольский, родился в 1898 году в деревне Сивцово Тверской губернии, обучался в Кашинской духовной семинарии, был священником, в 1933 г. осуждён к 3 годам исправительно-трудовых работ. В 1937 году арестован и 3 ноября того же года расстрелян по обвинению в «антисоветской агитации». В 1989 г. реабилитирован, в августе 2000 года прославлен в лике священномученика Архиерейским собором русской православной церкви.
Мать, Варвара Фёдоровна Никольская (в девичестве — Разсудовская).
Брат, Борис Васильевич, 1924 г.р., ум. в 1961 году.
Жена, Раиса Лаврентьевна Филипчикова, окончила филфак МГУ, кандидат филологических наук, работала в ИМЛИ, занимается творчеством Владислава Ванчуры, Алоиса Ирасека.

## Научная деятельность
С 1948 года был сотрудником вновь образованного Института Славяноведения АН СССР. В этот период Никольский занимался проблемами чешско-русских литературных связей, романтизмом (творчеством Карела Г. Махи, Карела Я. Эрбена и других), периодом национального возрождения чешской культуры. Изучал творчество Иржи Волькера, Ярослава Гашека, Карела Чапека. В 1950 году написал к вышедшему в Гослитиздате тому «Избранного» Карела Чапека предисловие. Оно было переведено на чешский язык и издано в Праге в 1952 году отдельной брошюрой.
Высокая оценка творчества Чапека Никольским положила начало «возвращению» Чапека в культурный мир Чехословакии, откуда он был ранее «выброшен» коммунистическими властями за свои дружеские связи с президентом Чехословакии Томашем Масариком. С тех пор ни одно появление Никольского в Чехии на научных заседаниях или публичных собраниях не обходилось без упоминания его вклада в справедливое восприятие чехами своей литературы и восстановление достойного отношения к Чапеку. По словам чешского исследователя Франтишка Чёрного, «с тех пор прошло много времени, но об эффекте, произведённом книжкой Никольского, знают даже люди, которые, возможно, никогда не слышали его имени и не видели эту книжку».
С 1951 года создавал сектор славянских литератур Института Славяноведения, с 1954 года возглавил сектор. Под его руководством коллективом сотрудников института реконструировались литературные процессы у славянских народов, создавались истории национальных литератур, осмыслялись отдельные литературные эпохи — барокко, национальное возрождение, Просвещение, романтизм, реализм. С его участием были созданы «Очерки истории чешской литературы XIX—XX вв.» (М., 1963) и «История словацкой литературы» (М., 1970).
В 1958 году стал одним из учредителей Общества советско-чехословацкой дружбы, состоял членом Центрального правления и председателем литературной комиссии Общества. В 1971 году защитил диссертацию на соискание учёной степени доктора филологических наук по теме «Сатирические утопии Карела Чапека», а в 1973 году вышла из печати книга «Карел Чапек — фантаст и сатирик». В 1981 году вышла книга «Две эпохи чешской литературы», в которой Никольский проследил путь чешской национальной литературы от эпохи национального возрождения до второй половины XX века.
До 1988 года оставался заведующим сектором Славянских литератур, входил в редакционные коллегии «Краткой литературной энциклопедии» (М., 1962—1978), «Литературного энциклопедического словаря» (М., 1987), «Истории всемирной литературы» (М., 1983—1994) как куратор раздела литератур Центральной и Юго-Восточной Европы. В 1990 году стал одним из основателей Общества братьев Чапеков, организовывал регулярные заседания, посвящённые памятным датам, творчеству чешских писателей, встречам с деятелями чешского искусства. С 2012 года и до конца жизни занимал пост почётного председателя общества. Никольский написал вводные, а также касающиеся Чехии главы в первом и втором томе трехтомной «Истории литератур западных и южных славян» (М., 1997—2001).
В 1997 году вышла его книга «История образа Швейка. Новое о Ярославе Гашеке и его герое», которая явилась результатом многолетних исследований Никольским творчества Ярослава Гашека. В ходе этих исследований на материалах пражского Военно-исторического архива было документально подтверждено, что у бравого солдата Швейка существовал реальный прототип, Йозеф Швейк (1890—1965 гг.), служивший вместе с Гашеком в австро-венгерской армии и позже в Чехословацком корпусе во время Гражданской войны в России.
В начале XXI века Никольский занимался творчеством Михаила Булгакова, сравнивал его с Карелом Чапеком. Выдержавшая два издания и имевшая большой успех в научном сообществе монография «Над страницами антиутопий М. Булгакова и К. Чапека» (М., 2001 и М., 2009) имеет подзаголовок «Поэтика скрытых мотивов» и направлена на расшифровку булгаковских образов, за которыми, по мнению Никольского, стояли реальные люди, в том числе известные политики — Троцкий, Сталин и другие.
Всего Никольский написал более 500 научных работ по истории чешской литературы, чешско-русским национальным связям и другим темам. Библиография работ с 1948 по 2004 год опубликована в сборнике «Фантастика и сатира в литературе славянских народов» (М., 2004). Несколько монографий Никольского переведены на чешский язык, Никольский отмечен медалями имени Франтишка Шальды (1995), Йозефа Добровского (2002), премией министерства иностранных дел Чехии «Gratias agit» имени Яна Масарика (2001). С 1988 года — почётный доктор Университета Франтишка Палацкого в Оломоуце.

### Основные работы
- Хрестоматия по чешской литературе XIX—XX вв. (Совм. с Л.С, Кишкиным и А. П. Соловьёвой). М.: Изд. лит. на иностр. яз., 1958. 718 с.
- Фантастические произведения Карела Чапека // Чапек К. R.U.R.; Средство Макропулоса; Война с саламандрами; Фантаст. рассказы. — М.: Мир, 1966. — с. 5—23.
- Карел Чапек — фантаст и сатирик // Чапек К. Фабрика Абсолюта. Белая болезнь. — М.: Мол. гвардия, 1967. — С. 251—268. — (Б-ка совр. фантастики. Т. 11).
- Роман К. Чапека «Война с саламандрами»: (Структура и жанр). — М.: Наука, 1968. — 208 с.
- Myšlenka a obraz we Wolkrově poezii z let 1920-21. Praha: Academia, 1968. 59 s.
- Сатирические утопии К. Чапека: Автореф. дисс. … д-ра филол. наук / АН СССР, Ин-т славяноведения и балканистики. — М., 1971. — 35 с.
- Карел Чапек — фантаст и сатирик. — М.: Наука, 1973. — 431 с.
- Fantastka a satira v dile Karla Čapka. Pr.: Čs. sp., 1978. 332 s.
- Две эпохи чешской литературы. М.: Наука, 1981. 301 с.
- Dvě epochy české literatury. Pr.: Čs. sp., 1986. 276 s.
- Карел Чапек: Сто лет со дня рождения. — М.: Знание, 1990. — 64 с.
- История образа Швейка. Новое о Ярославе Гашеке и его герое. М,, 1997. — 176 с.
- Над страницами антиутопий К. Чапека и М. Булгакова (поэтика скрытых мотивов). М., 2009. — 192 с.
- V Haškových stopách za Josefem Švejkem [z originálu … přel. Dagmar Blümlová]. — České Budějovice: Společnost pro kulturní dějiny ve spolupráci s Novou tiskárnou Pelhřimov, 2012. — 152 s. ISBN 978-80-904446-8-3